# Foxy Brown (Film)
Foxy Brown ist ein US-amerikanischer Film des Regisseurs Jack Hill aus dem Jahr 1974. Er gilt als Klassiker des Blaxploitations.

## Inhalt
Foxy Brown liebt den Undercover-Drogenfahnder Michael Anderson alias Dalton Ford, der sich gerade einer Gesichtstransplantation unterzogen hat, um unerkannt zu bleiben. Doch ihr Bruder Link, Junkie und spielsüchtig, verrät ihn. Als Anderson schließlich von dem Drogen- und Menschenschmugglerring um Miss Katherine und ihren Lover Steve ermordet wird, schwört sie Rache. Als Callgirl verschafft sie sich Zugang zum inneren Kreis der Drogenbosse. Bei ihrem ersten Einsatz als Callgirl soll sie einen Richter um den Finger wickeln, damit der die Dealer von Katherine laufen lässt. Doch Foxy demütigt den Richter und dieser verurteilt die Dealer zu hohen Strafen.
Foxy versteckt sich nun mit ihrer Callgirl-Kollegin, die an dem Auftrag beteiligt war. Sie wird jedoch von Katherines Männern aufgespürt und in einer Hütte gefangen gehalten. Dort wird sie mit Drogen vollgepumpt und vergewaltigt. Sie kann sich jedoch befreien und ihre Peiniger töten. Schließlich stellt sie mit Hilfe des „Nachbarschaftskomitees“ (äußerlich an die Black-Panther-Bewegung angelehnt) und eines Drogenkuriers Steve eine Falle. Statt ihn zu töten kastriert sie ihn und schickt seine Genitalien zu Miss Katherine, verbunden mit dem Hinweis, der „Rest“ laufe noch lebend herum, bevor sie ihre Gegnerin anschießt und ihrem Schicksal überlässt.

## Kritik
„Nur anfangs geschickt konstruierter Krimi, der bald zum mit Grausamkeiten gespickten "Law and Order"-Spektakel verkommt.“

## Wirkung
Der Film vereint die typischen Elemente des Blaxploitation-Kinos: Bikinis, Soulmusik und den „ruppigen“ Charakter der Hauptdarstellerin. Neben Ein Fall für Cleopatra Jones wurde Foxy Brown zu einer Ikone des Genres. Beide werden in späteren Filmen gern zitiert, etwa in Austin Powers in Goldständer (Namensmischung als "Foxy Cleopatra", gespielt von Beyoncé Knowles), der Zeichentrickserie Drawn Together (Foxxy Love gesprochen von Cree Summer) oder Jackie Brown mit Pam Grier in der Titelrolle.
Die Rapperin Inga Marchand nennt sich Foxy Brown nach dem Film.